# Черепашки навсегда
«Черепашки навсегда» (англ. Turtles Forever) — американский  анимационный телефильм, срежисированный Роем Бурдином и Ллойдом Голдфайном и снятый по сценарию Роба Дэвида, Мэттью Дрдека и Ллойда Голдфайна. Является кроссовером, по сюжету которого объединяются две разные версии Черепашек-ниндзя. Релиз мультфильма, состоявшийся 21 ноября 2009 года на канале The CW4Kids, приурочен к 25-летию франшизы; вместе с этим он выступает финалом к мультсериалу 2003 года.

## Сюжет
Черепашки-ниндзя и их учитель Сплинтер с удивлением видят по телевизору видеотрансляцию битвы других черепашек с Пурпурными Драконами. Черепахи врываются в логово Пурпурных Драконов и обнаруживают, что эти «самозванцы» на самом деле являются их альтернативными версиями, после чего освобождают их. Не в силах вразумить более беспечных и несерьёзных черепах 1987 года, черепахи 2003 года обращаются за помощью к Сплинтеру. Черепахи 1987 года объясняют, что они попали в другую реальность после сражения с их Шреддером и Крэнгом за мутаген на Технодроме. Во время противостояния пространственный переместитель вышел из строя, в результате чего все они оказались в измерении 2003 года. Сопоставив этот рассказ с недавними сообщениями о землетрясениях, черепахи находят Технодром, где вступают в бой с армией роботизированных Фут-солдат во главе с Бибопом и Рокстеди.
Между тем Шреддер 1987 года приходит к выводу, что если в мире 2003 года есть свои черепахи, значит в нём также существует ещё один Шреддер. Им оказывается Утром Шреддер, чьё настоящее имя Ч’релл, заточённый на ледяном астероиде. Шреддер 1987 года и Крэнг переносят его на Технодром, однако быстро понимают, что тот слишком безумен для сотрудничества, и пытаются избавиться от него. На помощь Ч’реллу приходит его приёмная дочь Карай, вместе с которой он захватывает Технодром. Вскоре на Технодром прибывает лидер Пурпурных Драконов Хан, который подвергся воздействию мутагена и мутировал в антропоморфную черепаху. Он вновь объединяется со Шреддером 2003 года, чтобы отомстить восьмерым Черепашкам-ниндзя. Ч’релл и Караи модернизируют Технодром при помощи технологии Утромов, а также создают более смертоносных Фут-ботов и новый экзоскелет Шреддера. Используя межпространственный портал, Ч’релл также узнаёт о существовании множества параллельных вселенных с другими Черепашками-ниндзя.
Хан, Бибоп и Рокстеди возглавляют армию фут-ботов в нападении на логово черепах 2003 года. В результате развернувшегося сражения штаб-квартира черепашек рушится, и обе версии вынуждено отступают во вселенную 1987 года, в то время как Сплинтера захватывает Хан. В мире 1987 года черепашки 2003 года знакомятся с местными Эйприл О’Нил и Сплинтером. Во время подготовки к предстоящей битве черепахи обнаруживают, что Шреддер сеет хаос в мире 2003 года с помоищью Технодрома, Фут-ботов и новых мутантов. Кейси Джонс и Эйприл О’Нил из этого мира пытаются сдержать вражеские силы до прибытия черепашек. Они проникают на Технодром в поисках Сплинтера, где вскоре попадают в плен к Ч’реллу, который раскрывает свой план по уничтожению всех версий Черепашек-ниндзя в мультивселенной с помощью уничтожения первичных черепашек из «исходного измерения». Не желая воплощения плана её отца, Караи освобождает черепах, однако Шреддер 2003 года запускает процесс, в результате чего реальность 2003 года стирается.
Черепахи 2003 и 1987 годов успевают спастись и попадают в «исходное измерение», где встречают своих более жестоких и яростных аналогов. Двенадцать Черепашек-ниндзя объединяют усилия в противостоянии с Утромом Шреддером, а вскоре к ним также присоединяются Сплинтер, Караи, Шреддер 1987 года и Крэнг. Во время сражения экзокостюм Ч’релла увеличивается в размерах. Он пытается раздавить исходных черепашек, однако, из-за оплошности Бибопа, активируется лазерный луч Технодрома, который окончательно уничтожает Ч’релла. После восстановления их обоих миров черепахи 2003 и 1987 годов прощаются друг с другом и возвращаются в родные измерения.
В реальном мире Питер Лэрд и Кевин Истмен завершают первый выпуск комикса Teenage Mutant Ninja Turtles и выражают надежду, что тот будет хорошо продаваться, а затем решают пойти за пиццей.

## В ролях

### Персонажи 1984 года
- Джейсон Гриффит — Леонардо
- Шон Шеммел — Рафаэль
- Пит Капелла — Донателло
- Брэдфорд Кэмерон — Микеланджело
- Дэвид Уиллс — Ороку Саки / Шреддер

### Персонажи 1987 года
- Дэн Грин — Леонардо
- Себастьян Арселус — Рафаэль
- Тони Салерно — Донателло
- Джонни Кастро — Микеланджело
- Дэйв Уиллс — Хамато Ёси / Сплинтер
- Ребекка Солер — Эйприл О’Нил
- Лоуд Уильямс — Ороку Саки / Шреддер
- Брэдфорд Кэмерон — Крэнг, Бибоп
- Джонни Кастро — Рокстеди

### Персонажи 2003 года
- Майкл Синтерклаас — Леонардо
- Грег Эбби — Рафаэль
- Сэм Ригел — Донателло
- Уэйн Грейсон — Микеланджело
- Даррен Дунстан — Сплинтер
- Вероника Тейлор — Эйприл О’Нил
- Марк Томпсон — Кейси Джонс
- Скотт Рэйоу — Ч’релл / Шреддер
- Карен Нил — Караи
- Грег Кэрри — Хан

## Производство
Ни один из актёров озвучивания персонажей мультсериала 1987 года не принимал участие в работе над анимационным фильмом; это произошло из-за отсутствия контракта между 4Kids и членами актёрского состава, состоящими в гильдии киноактёров SAG-AFTRA.  Также в «Черепашках навсегда» не использовалась музыка из мультсериала 1987 года, поскольку права на большую часть композиций принадлежали продюсирующей компании Fred Wolf Films. В целях экономии производственного бюджета команда композиторов написала новые треки в духе оригинального шоу.
Сокращённая версия мультфильма транслировалась на американском телевидении 11 июля 2009 года. 29 июля состоялся релиз анимационного фильма на территориях Новой Зеландии, Австралии и Канады. В других странах «Черепашки навсегда» были показаны на канале CW в рамках субботнего утреннего шоу The CW4Kids 21 ноября, в честь 25-летия франшизы. В США полная версия мультфильма транслировалась с 31 октября по 14 ноября в формате 26-минутных эпизодов, каждый из которых выходил раз в неделю.
16 ноября 2009 года на сайте CW4Kids появилась полная версия «Черепашек навсегда» с дополнительными 8 минутами хронометража. 24 августа 2010 года Nickelodeon / Paramount Home Entertainment выпустила сокращённую версию на DVD-носителях. В 2011 году состоялся DVD-релиз полной версии для регионов 2 и 4.

## Восприятие
Мультфильм «Черепашки навсегда» получил неоднозначные отзывы от критиков и фанатов. Алан Нг из Film Threat отметил, что анимационный фильм воспринимается скорее как трёхсерийный финал мультсериала 2003 года, чем масштабное телесобытие, ознаменовавшее 25-летие франшизы. С другой стороны, Мэтт Эдвардс из Den of Geek назвал мультфильм «любовным письмом» к фанатом и «прекрасными проводами» мультсериала 2003 года. Марк Пеллегрини из AIPT Comics заявил, что Черепашки навсегда» понравятся каждому поколению фанатов, а сам фильм описал как «фантастический».